# 高等学校令
高等学校令（こうとうがっこうれい）は、近代日本の旧制高等学校について定めた、次の2つの勅令である。
- 高等学校令（明治27年6月25日勅令第75号） - 1894年に制定された勅令。第一次高等学校令。
- 高等学校令（大正7年12月6日勅令第389号） - 第一次高等学校令を廃止し、新たに1918年に制定された勅令。第二次高等学校令。

## 概要
1894年（明治27年）に公布された高等学校令（明治27年6月25日勅令第75号）は、第一次高等学校令と呼ばれる。第一次高等学校令では、1886年（明治19年）に中学校令（明治19年勅令第15号）に基づいて設立された高等中学校を高等学校（旧制）に改組することが主な目的とされた。制定は当時の文部大臣であった井上毅の主導によるという。
第一次高等学校令は、高等中学校令により廃止されることになっていたが、高等中学校令は、施行されずに廃止された。
その後、1918年（大正7年）に公布された高等学校令（大正7年12月6日勅令第389号）は、第二次高等学校令と呼ばれる。第二次高等学校令では、高等学校を「男子ノ高等普通教育ヲ完成スル」ための機関と位置付けることが主な目的とされた。この第二次高等学校令の施行により、第一次高等学校令は1919年に廃止された。
第二次高等学校令は、第二次世界大戦後の1947年（昭和22年）4月1日に施行された学校教育法（昭和22年法律第26号）により廃止された（附則94条）。

## 第一次高等学校令
第一次高等学校令（明治27年勅令第75号）は1894年（明治27年）6月25日に公布され、同年9月11日に施行された。これにより、高等中学校ノ学科及其程度（明治19年7月1日文部省令第16号）、高等中学校医学部ノ学科及其程度（明治20年9月17日文部省令第9号）、高等中学校医学部附設薬学科ノ学科及其程度（明治22年3月22日文部省令第2号）、高等中学校法学部ノ学科及其程度（明治22年7月29日文部省令第5号）の各文部省令は失効した。
第一次高等学校令の主な目的は、中学校令に基づいて設立された高等中学校を高等学校に改組することであった。このときまでに設立されていた官立高等中学校には第一高等中学校（東京）、第二高等中学校（仙台）、第三高等中学校（大阪から京都に移転）、第四高等中学校（金沢）、第五高等中学校（熊本）、山口高等中学校、鹿児島高等中学造士館の7校があり、このうち第一から第五までの高等中学校が高等学校に改組された（1条）。さらに明治27年9月27日文部省告示第8号（山口高等中学校ヲ高等学校ニ改ム）により山口高等中学校も山口高等学校となったが、鹿児島高等中学造士館は明治29年勅令第298号により一旦廃校となった。なお（旧旧）山口高等学校は、明治38年勅令第40号（山口高等学校ヲ山口高等商業学校ト改称ス）により山口高等商業学校に改組された。
その後も明治33年勅令第84号により第六高等学校（岡山）、明治34年勅令第24号により第七高等学校造士館（鹿児島）、明治41年勅令第68号により第八高等学校（名古屋）が相次いで設立された（それぞれ一高、二高などと略称されナンバースクールと総称）。
令2条では「高等学校ハ専門学科ヲ教授スル所トス」とし、但し書きで「帝国大学ニ入学スル者ノ為メ予科ヲ設クルコトヲ得」と定めた。専門学科は法学部、工学部、医学部などがある。専門学科は4年制とされ、予科は3年制とされた。令の体裁では専門学科を主とし、予科を従とするように定められているものの実際には専門学科よりも予科が主体となった。専門学科は、後に旧制専門学校などとして発展する。

## 第二次高等学校令
第二次高等学校令は1918年（大正7年）12月6日に公布され、翌1919年（大正8年）4月1日に施行された。なお第一次高等学校令および高等中学校令（明治44年勅令第217号）は第二次高等学校令の施行により廃止され、高等学校ニ法、医、工学部及大学予科設置（明治27年7月12日文部省令第15号）、第三高等学校ニ大学予科ヲ第五高等学校ニ工学部ヲ設置ス（明治30年4月17日文部省令第3号）、第六高等学校ニ大学予科設置（明治33年4月19日文部省令第7号）、高等学校大学予科学科規程（明治33年8月4日文部省令第13号）、第七高等学校造士館ニ大学予科設置（明治34年6月7日文部省令第13号）、第八高等学校ニ大学予科設置（明治41年4月8日文部省令第14号）の各文部省令は第二次高等学校令の施行により失効した。
第二次高等学校令施行と同時に文部省直轄諸学校官制中追加ノ件（大正8年勅令第112号）（同月14日公布・施行）により、新潟高等学校、松本高等学校、(再興)山口高等学校、松山高等学校の4官立高等学校が設立されたのに続きこれ以降、全国各地でも従来の官立に加え公私立の高等学校が相次いで増設されていった。高等学校の数は大正時代中期以降の大学増設に伴って次第に増加し、1943年（昭和18年）度には官立・公立・私立をあわせて33校、在学者数は2万6600名余を数えた（なお旧制高等学校が廃止された1948年（昭和23年）度にはそれぞれ39校、2万8600名余となっている）。
第二次高等学校令は1917年（大正6年）に設置された臨時教育会議において、高等教育の改善に関して出された答申をほとんどその要綱のままに実現したものである。その主な目的は高等学校を「男子ノ高等普通教育ヲ完成スル」ための機関と位置付け、その内容を拡大・充実させることである。しかし卒業者の大部分は帝国大学へ進学したため、実質的には帝国大学の予科としての機能を果たすことに変わりはなかった。高等学校の入学試験における競争倍率はかなり高く、入学は難しかった。ただ一旦入ってしまえば帝国大学への入学は比較的容易であったため、試験勉強の圧迫から解放されて自由な学生生活を謳歌した。特に学生寮における学生同士の交流が、人格形成の場としての役割を果たしたと評価される。
令7条1項では「高等学校ノ修業年限ハ七年トシ高等科三年尋常科四年トス」と定め、同2項では「高等学校ハ高等科ノミヲ置クコトヲ得」と定めた。したがって原則的には7年制（尋常科4年に高等科3年）とされ、例外的に高等科のみの3年制の課程と定められたことになる。もっとも実際には官立の高等学校はほぼすべてが高等科のみの3年制とされた（東京・台北のみ7年制）のに対して、公立・私立の高等学校はすべてが7年制（飛び級の制度あり）とされた。また、高等科は文科と理科に分けられた（令8条）。さらに、旧制中学校四年修了程度で高等学校受験が可能となった。

### 改正
第二次高等学校令は、以下の勅令によって改正されている。
- 高等学校令中改正ノ件（昭和16年勅令第153号）
- 高等学校令中改正ノ件（昭和18年勅令第38号）
- 中等学校令中改正等ノ件（昭和21年勅令第102号）
- 高等学校令の一部を改正する勅令（昭和22年勅令第49号）

#### 1941年
国民学校令の公布と施行に合わせる形で、尋常科の入学資格を定めた令11条中の語句「尋常小学校ヲ卒業シタル者」が「国民学校初等科ヲ修了シタル者」に改められた。

#### 1943年
高等学校の性格を定めた令1条が、「高等学校ハ皇国ノ道ニ則リテ男子ニ精深ナル程度ニ於テ高等普通教育ヲ施シ国家有用ノ人物ヲ錬成シ大学教育ノ基礎タラシムルヲ以テ目的トス」と改められた。また、高等科の修業年限が2年に短縮された（令7条1項改正）ほか、専攻科と予科が廃止されたり（令9条と令10条削除）、中等学校令との調整がはかられたりした。

#### 1946年
高等科の修業年限が1943年の改正前に戻され、2年から3年となる（令7条改正）。

#### 1947年
令1条中より「男子ニ」という語句が削除され、高等学校が男女共学化する法的根拠が生まれた。これにより、同年度から女子にも門戸を開いた高等学校が一部に現れた。

### 廃止
第二次高等学校令は、1947年（昭和22年）4月1日に施行された学校教育法により、廃止された（94条）。高等学校令に基づいて設置された旧制高等学校は、その多くが新制大学の教養学部や文理学部に吸収された。